# Primarias del Partido Demócrata de 2008 en Carolina del Sur
Las Primarias demócratas de Carolina del Sur del 2008 sucedieron el 26 de enero de 2008. El senador Barack Obama de Illinois ganó el voto popular por un margen de 28.9%.
45 delegados de Carolina del Sur Convención Nacional Demócrata de 2008 son dados proporcionalmente basados en el resultado de las primarias. El estado tiene 9 superdelegadoss.

## Candidatos
- Hillary Clinton
- John Edwards
- Mike Gravel
- Barack Obama

Los candidatos de Joe Biden, Chris Dodd, Dennis Kucinich, y Bill Richardson se retiraron de la contienda antes de las primarias de Carolina del Sur.

### Dinero recogido en Carolina del Sur
Obtenido por CNN el 26 de enero de 2008
| Candidato       | Dinero recogido (US$) |
| --------------- | --------------------- |
| John Edwards    | $316,319              |
| Barack Obama    | $257,118              |
| Bill Richardson | $196,850              |
| Hillary Clinton | $131,950              |
| Joe Biden       | $55,350               |
| Chris Dodd      | $22,750               |
| Dennis Kucinich | $3,750                |

## Encuestas que muestra al ganador
Todos los promedios mensuales fueron obtenido por RealClearPolitics.
| Candidato       | Noviembre | Diciembre | Enero |
| --------------- | --------- | --------- | ----- |
| Hillary Clinton | 40%       | 34%       | 27%   |
| Barack Obama    | 27%       | 33%       | 41%   |
| John Edwards    | 11%       | 15%       | 17%   |

## Resultados

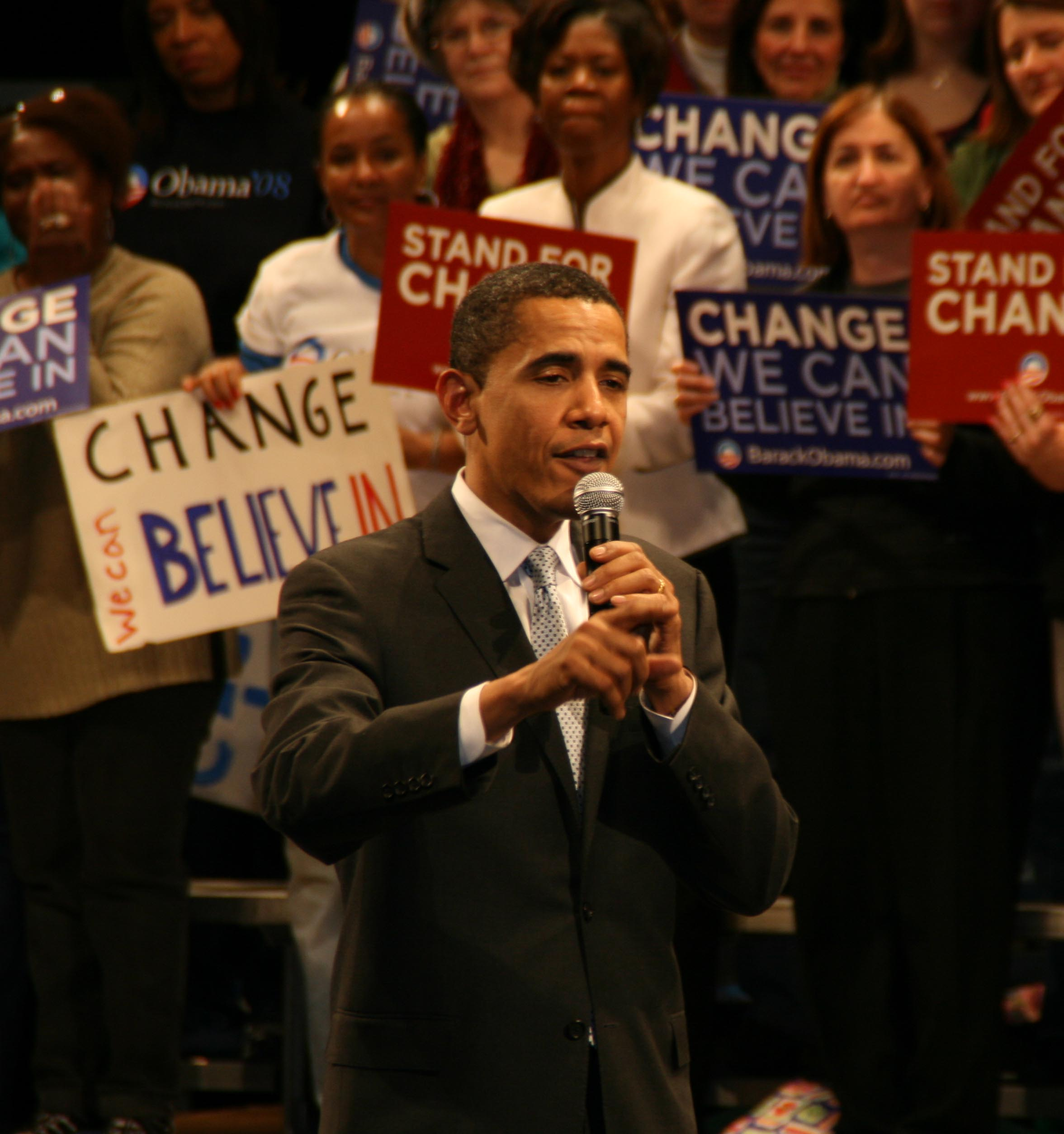
Presidential candidate Barack Obama addresses supporters the night before South Carolina's primary at the University of South Carolina.

Barack Obama ganó las primarias, tomando 44 de los 46 condados; Edwards ganó en su condado natal  Oconee, mientras que Clinton ganó en el condado Horry, en el que contiene Myrtle Beach. Estos son resultados no oficiales según la comisión demócrata de Carolina del Sur:
| Candidates        | Votes   | Percentage | Counties | Delegates |
| ----------------- | ------- | ---------- | -------- | --------- |
| Barack Obama      | 295,214 | 55.44%     | 44       | 25        |
| Hillary Clinton   | 141,217 | 26.52%     | 1        | 12        |
| John Edwards      | 93,576  | 17.57%     | 1        | 8         |
| Bill Richardson*  | 727     | 0.14%      | 0        | 0         |
| Joe Biden*        | 694     | 0.13%      | 0        | 0         |
| Dennis Kucinich*  | 552     | 0.1%       | 0        | 0         |
| Christopher Dodd* | 247     | 0.05%      | 0        | 0         |
| Mike Gravel       | 241     | 0.05%      | 0        | 0         |
| Total             | 532,468 | 100%       | 46       | 45        |

*Candidato se ha retirado antes de las primarias.

### Superdelegados
Resultado al 26 de enero de 2008
| Candidato       | Superdelegados |
| --------------- | -------------- |
| Hillary Clinton | 2              |
| Barack Obama    | 1              |
| John Edwards    | 0              |